# Ballaghkeen
Ballaghkeen är en ort i republiken Irland.   Den ligger i grevskapet Loch Garman och provinsen Leinster, i den sydöstra delen av landet, 100 km söder om huvudstaden Dublin. Ballaghkeen ligger 58 meter över havet och antalet invånare är 477.
Terrängen runt Ballaghkeen är platt, och sluttar söderut. Runt Ballaghkeen är det ganska glesbefolkat, med 34 invånare per kvadratkilometer. Närmaste större samhälle är Enniscorthy, 9,6 km väster om Ballaghkeen. Trakten runt Ballaghkeen består i huvudsak av gräsmarker.